# Richardsonius
Richardsonius es un género de peces de la familia de los ciprínidos que abarca dos especies nativas de América del Norte. El nombre común es redside que podría traducirse como «costado rojo», el mismo nombre común se refiere también a la especie Richardsonius balteatus.
El género, descrito por Girard en 1856, homenajea al naturalista John Richardson (1787–1865), quien descubrió para la ciencia la especie R. balteatus en 1836.

## Especies
- Richardsonius balteatus (J. Richardson, 1836) (Redside shiner)
- Richardsonius egregius (Girard, 1858) (Lahontan redside)[1]